# Cortes de Valladolid de 1523
Las Cortes de Valladolid de 1523 fueron una reunión de las Cortes castellanas acaecida entre julio y agosto de 1523 en dicha ciudad, tras la Guerra de las Comunidades de Castilla.

## Preparación
Carlos I realizó la convocatoria oficial de las Cortes el 28 de mayo de 1523, fijando para su reunión el día 10 de julio próximo en la ciudad de Valladolid. Junto a ella, se remitió también la minuta de poder que las ciudades debían conferir a sus procuradores, minuta cuyos términos plantearon ciertas dificultades. Tal ocurrió en Burgos, por ejemplo, a cuyo corregidor el monarca dirigió el 13 de junio una cédula para que hiciese entrega del poder a los diputados según la manera expresada. Finalmente, expidió el 1 de julio cédulas reales a las ciudades de Toledo, Guadalajara, Madrid, Segovia, Murcia, Valladolid, Soria, Jaén, Salamanca, Cuenca, Sevilla, Granada, Zamora, León y Ávila para explicarles que su intención no era perjudicar sus derechos ni privilegios y que la cláusula de insolidum había sido escrita por descuido del secretario y por tanto les eximía de cumplirla.

## Desarrollo

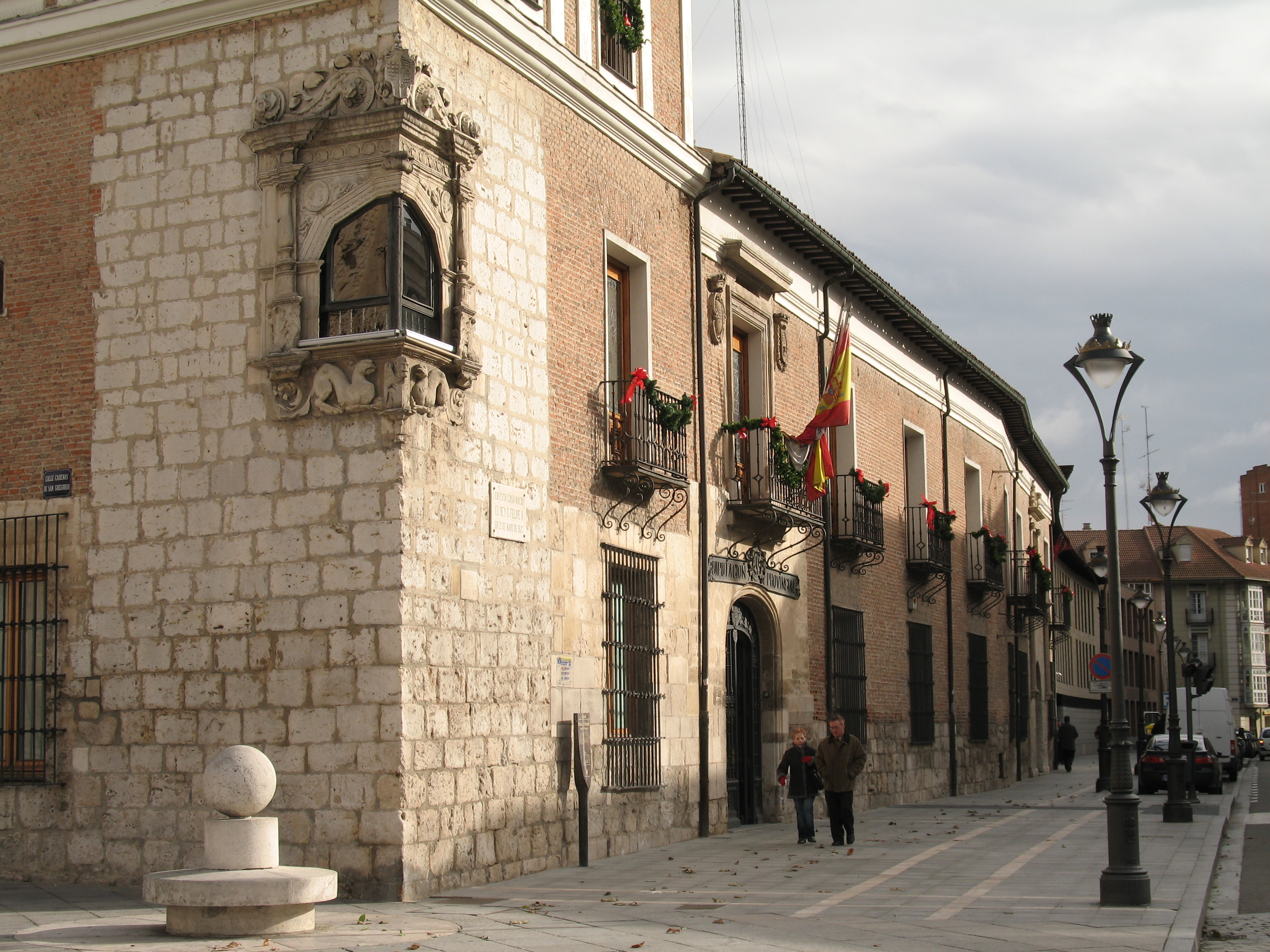
Esquina del palacio de Pimentel en Valladolid, donde Carlos I celebró las Cortes de 1523.

Las Cortes se inauguraron el día 14 de julio en la casa de Bernardino Pimentel y presididas por el Gran Canciller Mercurino Gattinara, con García de Padilla como asistente y Lorenzo Galíndez de Carvajal como letrado. Contaron con la participación de solamente 17 ciudades, pues los diputados de Soria se ausentaron. Ese mismo día Gattinara leyó la proposición real, en la que el rey justificó su estancia en el Sacro Imperio y se refirió a las guerras de Alemania, a su alianza con el rey de Inglaterra, a la necesidad de reconquistar Fuenterrabía, ocupada entonces por Francia, y a la ya pasada Guerra de las Comunidades (1520-1521). Asimismo, prometió responder las peticiones generales y particulares en un plazo de veinte días.
Por su parte, el conjunto de procuradores nombró a seis de ellos para solicitar personalmente al rey que se estudiasen sus reivindicaciones antes de pasar a la votación del servicio; alegaron que según el texto de la convocatoria, habían sido llamados para hablar, conferir y suplicar lo conveniente al Rey y al reino y después para tratar del servicio, y que además traían aparte instrucciones de las ciudades que les prohibían otorgarlo antes de que se oyesen sus peticiones. Sobre esta postura insistieron los días 15 y 16, cediendo únicamente Guadalajara, pero Carlos se opuso debido a que atentaba contra la tradición. Pudo finalmente hacer prevalecer su criterio y las Cortes fueron despedidas el 24 de agosto, luego de que sus diputados hubiesen votado un servicio de 400 000 ducados pagaderos a tres años.

## Peticiones de los procuradores
Los procuradores en estas Cortes dirigieron al monarca 105 peticiones, la mayoría demandadas en años anteriores, entre ellas:
- Que el producto de las bulas fuese destinado solamente a la guerra contra los infieles.
- Que se destinasen defensas a las colonias castellanas en el norte de África.
- Que las fortalezas y tenencias que estuviesen en manos de extranjeros fuesen confiadas a súbditos castellanos que no ostentasen el título de gran señor. A esto respondió Carlos de forma vaga e imprecisa.
- Que los cargos públicos en las ciudades (regidurías, alguacilazgos, alcaldías etc.) no puedan venderse ni otorgarse a grandes señores, y los que vacasen se confiriesen a naturales de Castilla.
- Que se recompensara a quienes se mostraron leales durante la Guerra de las Comunidades de Castilla.
- Que no se diesen oficios y cargos públicos a extranjeros ni cartas de naturaleza a estos.
- Que no se vendiesen cartas de hidalguía sin una causa razonable.
- Que en adelante no se pidiese ningún otro servicio, y que el votado se cobrase de forma equitativa en todos los territorios, fuesen realengos o no, y se le diese el fin preestablecido.

Respuesta: En el primer punto, el monarca dio una respuesta prácticamente negativa al afirmar que solo pediría otro impuesto extraordinario si fuese por causa justa y discutida en Cortes.
- Que se prohibiese la salida de caballos, carnes y otros productos vedados fuera del país.
- Que se prohibiese que barcos extranjeros cargasen mercaderías en puertos castellanos.
- Que se prohibiese los enmascarados durante noche y día bajo severas penas.
- Que se ampliase a todo el reino el derecho de llevar cada uno su espada.

El 4 de noviembre de 1523 Carlos generalizó las multas de composición  para los antiguos comuneros basándose en una de las peticiones de estas Cortes, aunque ciertamente parece tratarse de una sugerencia realizada por los procuradores al margen de las sesiones, pues no existe constancia de ella en las actas oficiales.
El historiador Antonio Suárez Varela ha puesto de relieve estas Cortes al encuadrarlas como «una reunión cuyo principal objetivo fue la superación de la crisis constitucional puesta en evidencia por los comuneros», refiriéndose concretamente al problema abierto tras la negativa regia a aceptar el proyecto rebelde de Ley Perpetua, y puesto de manifiesto en las discusiones acerca de quién debía llevar a efecto el mismo: si el reino, representado por la Santa Junta, o la monarquía, representada por Carlos. Él y otros historiadores, como Conrado Habler también han advertido en estas Cortes un éxito «posrevolucionario» de los antiguos rebeldes. En efecto, casi la totalidad de los 105 capítulos presentados por los procuradores fueron refrendados y publicados por el rey con solo pequeñas modificaciones como «leyes generales del reino» el 24 de agosto de 1523, la mayoría de ellas, presentadas por los comuneros en 1520 en su proyecto de Ley Perpetua.